# Buckner (Kentucky)
Buckner is een plaats (census-designated place) in de Amerikaanse staat Kentucky, en valt bestuurlijk gezien onder Oldham County.

## Demografie
Bij de volkstelling in 2000 werd het aantal inwoners vastgesteld op 4000.

## Geografie
Volgens het United States Census Bureau beslaat de plaats een oppervlakte van
19,5 km², waarvan 19,1 km² land en 0,4 km² water.

## Plaatsen in de nabije omgeving
De onderstaande figuur toont nabijgelegen plaatsen in een straal van 12 km rond Buckner.